# Кехоу, Майк
Майкл Лео (Майк) Кехоу (англ. Michael Leo (Mike) Kehoe; род. 17 января 1962, Сент-Луис, Миссури) — американский политик, представляющий Республиканскую партию. Вице-губернатор Миссури (2018—2025), губернатор (с 2025).

## Биография
Провёл детство в Сент-Луисе, с раннего возраста жил в неполной семье — отец бросил их, когда Майку было около года, и мать воспитывала шестерых детей одна. Окончил католическую подготовительную школу для мальчиков Шаминад-колледж, помогал приходскому католическому священнику во время служб.
В юности зарабатывал на жизнь мытьём машин, затем занялся торговлей и к возрасту 25 лет управлял компанией Osage Industries в городе Линн. В 1992 году основал в Джефферсон-Сити собственную фирму Mike Kehoe Ford-Lincoln, а также возглавлял в этом городе Торговую палату и отделение благотворительной организации United Way. С 2011 года состоял в Сенате Миссури (в 2014 году был переизбран с результатом 80 %).
18 июня 2018 года вступил в должность вице-губернатора, на которую его назначил бывший вице-губернатор Майк Парсон, автоматически ставший губернатором Миссури вследствие отставки Эрика Гритенса.
В 2020 году Парсон и Кехоу избрались на новый срок соответственно как губернатор и вице-губернатор, а в кампании 2024 года Парсон уже не участвовал, и Кехоу выдвинул свою кандидатуру.
5 ноября 2024 года состоялись выборы губернатора Миссури, победу на которых с результатом 59,1 % одержал Майк Кехоу, опередивший кандидатку от Демократической партии Кристал Куэйд.